# رود دی موین
رود دی موین رودی است به رود میسیسیپی می‌ریزد. این رود از کشور ایالات متحده آمریکا می‌گذرد.